# کوکورنا
کوکورنا (انگلیسی: Cocorná) نام شهری در کشور کلمبیا است.